# Tour de l'Algarve 1995
 (juillet 2025).
La mise en forme du texte ne suit pas les recommandations de Wikipédia : il faut le « wikifier ».
Les points d'amélioration suivants sont les cas les plus fréquents. Le détail des points à revoir est peut-être précisé sur la page de discussion.
- Les titres sont pré-formatés par le logiciel. Ils ne sont ni en capitales, ni en gras.
- Le texte ne doit pas être écrit en capitales (les noms de famille non plus), ni en gras, ni en italique, ni en « petit »…
- Le gras n'est utilisé que pour surligner le titre de l'article dans l'introduction, une seule fois.
- L'italique est rarement utilisé : mots en langue étrangère, titres d'œuvres, noms de bateaux, etc.
- Les citations ne sont pas en italique mais en corps de texte normal. Elles sont entourées par des guillemets français : « et ».
- Les listes à puces sont à éviter, des paragraphes rédigés étant largement préférés. Les tableaux sont à réserver à la présentation de données structurées (résultats, etc.).
- Les appels de note de bas de page (petits chiffres en exposant, introduits par l'outil «  Source ») sont à placer entre la fin de phrase et le point final[comme ça].
- Les liens internes (vers d'autres articles de Wikipédia) sont à choisir avec parcimonie. Créez des liens vers des articles approfondissant le sujet. Les termes génériques sans rapport avec le sujet sont à éviter, ainsi que les répétitions de liens vers un même terme.
- Les liens externes sont à placer uniquement dans une section « Liens externes », à la fin de l'article. Ces liens sont à choisir avec parcimonie suivant les règles définies. Si un lien sert de source à l'article, son insertion dans le texte est à faire par les notes de bas de page.
- La présentation des références doit suivre les conventions bibliographiques. Il est recommandé d'utiliser les modèles {{Ouvrage}}, {{Chapitre}}, {{Article}}, {{Lien web}} et/ou {{Bibliographie}}. Le mode d'édition visuel peut mettre en forme automatiquement les références.
- Insérer une infobox (cadre d'informations à droite) n'est pas obligatoire pour parachever la mise en page.

Pour une aide détaillée, merci de consulter Aide:Wikification.
Si vous pensez que ces points ont été résolus, vous pouvez retirer ce bandeau et améliorer la mise en forme d'un autre article.
Le 21e Tour de l'Algarve a eu lieu du 19 au 25 avril 1995. 

## Généralités
La vitesse moyenne de ce tour est de plusieurs dizaines de km/h[Combien ?]

## Les étapes
| Étape     | Villes étapes | km | Vainqueur d'étape          | Deuxième d'étape | Troisième d'étape | Durée de l'étape | Vitesse moyenne du vainqueur | Leader du classement général |
| 1er étape | -             |    | Petar Petrov Bulgarie      |                  |                   | X h XX min XX s  | XX,XXX km/h                  | Petar Petrov Bulgarie        |
| 2e étape  | -             |    | Remigius Lupeikis Lituanie |                  |                   | X h XX min XX s  | XX,XXX km/h                  |                              |
| 3e étape  | -             |    | Cândido Barbosa Portugal   |                  |                   | X h XX min XX s  | XX,XXX km/h                  |                              |
| 4e étape  | -             |    | Asier Guenetxea Espagne    |                  |                   | X h XX min XX s  | XX,XXX km/h                  |                              |
| 5e étape  | -             |    | Maia-Jumbo Portugal        |                  |                   | X h XX min XX s  | XX,XXX km/h                  |                              |
| 6e étape  | -             |    | Cândido Barbosa Portugal   |                  |                   | X h XX min XX s  | XX,XXX km/h                  |                              |
| 7e étape  | -             |    | Cássio Freitas Brésil      |                  |                   | X h XX min XX s  | XX,XXX km/h                  | Cássio Freitas Brésil        |
| 8e étape  | -             |    | Asier Guenetxea Espagne    |                  |                   | X h XX min XX s  | XX,XXX km/h                  | Cássio Freitas Brésil        |

## Classements annexes
| Classement par points             | Carlos Marta (en) Portugal |
| Classement dumeilleur grimpeur    | Youri Sourkov Kazakhstan   |
| Classement de la meilleure équipe | Recer-Boavista Portugal    |

## Liste des équipes
| Euskadi    | Bom Petisco-Tavira-Iba | W52-Paredes Móvel |
|            |                        |                   |
| Maia-Jumbo | Recer/Boavista         | Alpendre-Tavira   |
|            |                        |                   |
|            |                        |                   |